# Klimatická setrvačnost

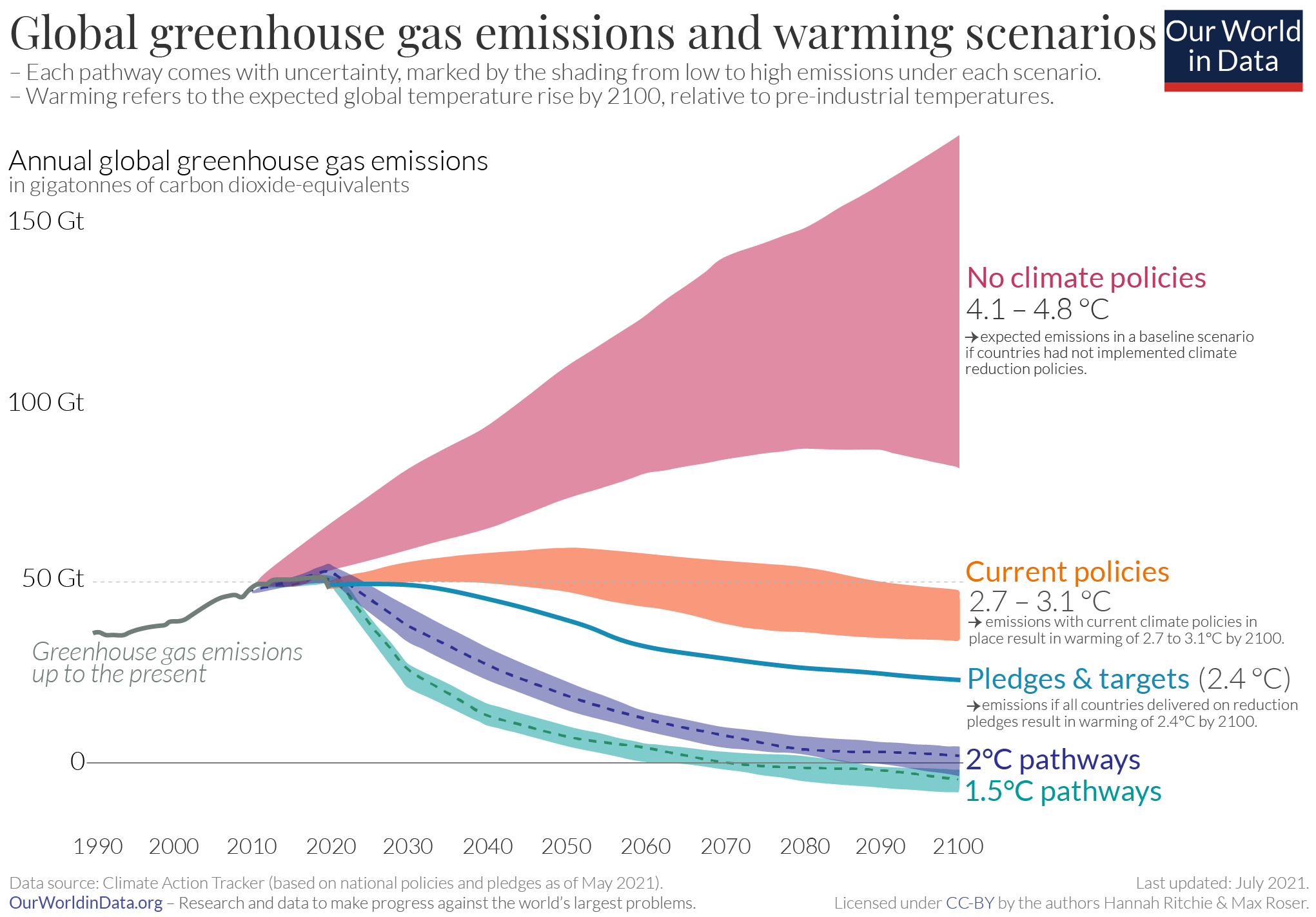
Společenské prvky setrvačnosti brání náhlým změnám v rámci cest emisí skleníkových plynů, zatímco fyzikální setrvačnost zemského systému působí na zpoždění reakce povrchové teploty

Klimatická setrvačnost nebo setrvačnost změny klimatu je jev, při kterém klimatický systém planety vykazuje odpor nebo pomalost odchýlit se od daného dynamického stavu. Může doprovázet stabilitu a další účinky zpětné vazby v komplexních systémech a zahrnuje setrvačnost vykazovanou fyzickými pohyby hmoty a výměnou energie. Tento termín je hovorový výraz používaný k zahrnutí a volnému popisu souboru interakcí, které rozšiřují časové rámce týkající se citlivosti klimatu. Setrvačnost je spojována s hnacími silami a reakcemi na změnu klimatu.
Zvyšující se emise uhlíku z fosilních paliv jsou primární setrvačnou hnací silou změn zemského klimatu v posledních desetiletích a liší se v závislosti na kolektivní socioekonomické setrvačnosti více než 8 miliard lidských obyvatel. Mnoho systémových komponent vykazuje setrvačné odezvy na tento ovladač, známé také jako vnější působení. Rychlosti růstu globální povrchové teploty (GST) odolává zejména 
- tepelná setrvačnost povrchu planety, především jejího oceánu[3][4] a
- setrvačné chování v rámci zpětné vazby uhlíkového cyklu.[5]

K další odolnosti přispěly různé další biogeochemické zpětné vazby. Energie uložená v oceánu po inerciálních reakcích v zásadě určuje krátkodobou nevratnou změnu známou jako klimatický závazek.
Setrvačné reakce Země jsou důležité, protože poskytují rozmanitosti života na planetě a její lidské civilizaci další čas na adaptaci na přijatelnou míru planetárních změn. Změnám, kterým se nedá přizpůsobit, jako je ty, která doprovází některé body zvratu, se však lze vyhnout pouze včasným pochopením a zmírněním rizika takových nebezpečných výsledků. Je tomu tak proto, že setrvačnost také oddaluje velké množství povrchového oteplování, pokud a dokud nebudou přijata opatření k rychlému snížení emisí. Cílem integrovaného hodnotícího modelování, shrnutého například jako Scénáře socioekonomického vývoje (SSP), je prozkoumat rizika zemského systému, která doprovázejí velkou setrvačnost a nejistotu v trajektorii lidských hybatelů změn.

## Inerciální časové řady
| Komponenta zemského systému                       | Časová konstanta (roky) | Mód odezvy |
| ------------------------------------------------- | ----------------------- | ---------- |
| Atmosféra                                         |                         |            |
| Vodní pára a mraky                                | 10−2-10                 | HT, WC     |
| Stopové plyny                                     | 10−1-108                | CC         |
| Hydrosféra                                        |                         |            |
| Oceánská smíšená vrstva                           | 10−1-10                 | HT, WC, CC |
| Hluboký oceán                                     | 10-103                  | HT, CC     |
| Litosféra                                         |                         |            |
| Zemský povrch a půdy                              | 10−1-102                | HT, WC, CC |
| Podzemní sedimenty                                | 104-109                 | CC         |
| Kryosféra                                         |                         |            |
| Ledovce                                           | 10−1-10                 | HT, WC     |
| Mořský led                                        | 10−1-10                 | HT, WC     |
| Ledové příkrovy                                   | 103-106                 | HT, WC     |
| Biosféra                                          |                         |            |
| Oceánská                                          | 10−1-102                | CC         |
| Pozemní                                           | 10−1-102                | WC, CC     |
| HT=Přenos tepla WC=Koloběh vody CC=Koloběh uhlíku |                         |            |

Paleoklimatické záznamy ukazují, že klimatický systém Země se vyvíjel různými cestami a v mnoha časových měřítcích. Jeho relativně stabilní stavy, které mohou přetrvávat po mnoho tisíciletí, byly přerušeny krátkými až dlouhými přechodnými obdobími relativní nestability.:s.19–72 Studie klimatické citlivosti a setrvačnosti se zabývají kvantifikací nejzákladnějšího způsobu, jakým trvalá porucha způsobí, že se systém odchýlí v rámci nebo zpočátku pryč od svého relativně stabilního stavu současné holocenní epochy.
„Časové konstanty“ jsou užitečné metriky pro shrnutí dopadů různých inerciálních jevů prvního řádu v jednoduchých i složitých systémech. Kvantifikují dobu, po které dojde k 63 % plné výstupní odezvy po skokové změně vstupu. Jsou pozorovány z dat nebo mohou být odhadnuty numerickou simulací nebo analýzou soustředěného systému. V klimatologii mohou být tyto metody aplikovány na energetickou bilanci planety, koloběh uhlíku, koloběh vody a jinde.  Například přenos a ukládání tepla v oceánu, kryosféře, pevnině a atmosféře jsou prvky zahrnuté do soustředěné termické analýzy.:s.627 Doba odezvy na radiační působení v atmosféře se obvykle zvyšuje s hloubkou pod povrchem.
Inerciální časové konstanty indikují základní rychlost vynucených změn, ale dlouhé hodnoty neposkytují žádnou doprovodnou záruku dlouhodobého vývoje systému po hladké cestě. V současném stavu Země bylo identifikováno mnoho prvků vyššího řádu, které mají různé spouštěcí prahy a přechodové časové škály. Takové události by mohly urychlit přeskupení vnitřních energetických toků spolu s náhlými změnami klimatu a/nebo jiných systémů v regionálním až globálním měřítku.:s.10–15, 73–76

### Doba odezvy na klima
Odezva globální povrchové teploty (GST) na postupné zdvojnásobení atmosférické koncentrace CO2 a její výsledné působení je definováno jako rovnováha citlivosti klimatu (ECS). Časová konstanta spojená s ECS poskytuje relevantní měřítko doby odezvy pro rozhodování o tvorbě politik. ECS je jedním z několika idealizovaných testovacích případů, které vědci běžně používají k simulaci fyziky nucených klimatických změn. ECS ze své podstaty předpokládá, že pokračující emise budou kompenzovat propady uhlíku v oceánech a na pevnině v důsledku postupného poklesu atmosférického CO2.
Doba odezvy ECS je úměrná ECS a je v zásadě regulována tepelnou setrvačností nejsvrchnější smíšené vrstvy a přilehlých spodních vrstev oceánu.  Časové konstanty odpovídající výsledkům z klimatických modelů se pohybovaly od několika desetiletí, kdy je ECS nízký, až po celé století, kdy je ECS vysoký. Část rozdílů mezi odhady vyplývá z rozdílného zpracování přenosu tepla do hlubokého oceánu.

## Komponenty

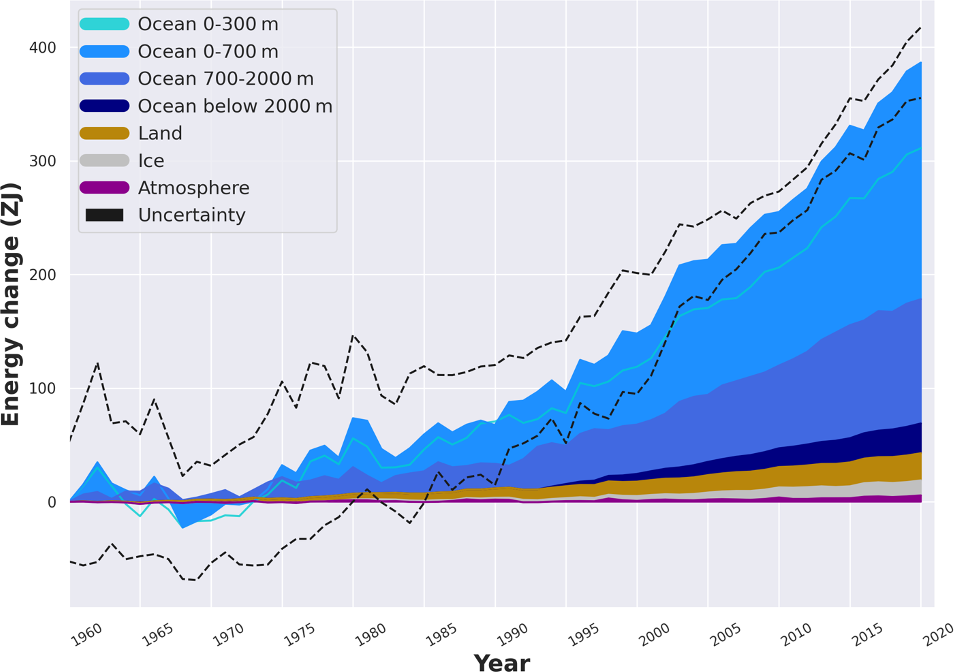
Pozorovaná akumulace energie v oceánských, pevninských, ledových a atmosférických složkách zemského klimatického systému od roku 1960 je částečně zpomalena tepelnou setrvačností systému

### Tepelná setrvačnost
Tepelná setrvačnost je termín, který označuje pozorované zpoždění teplotní odezvy těla během přenosu tepla. Těleso s velkou tepelnou setrvačností může díky své objemové tepelné kapacitě ukládat velké množství energie a může účinně přenášet energii podle svého součinitele prostupu tepla. Důsledky tepelné setrvačnosti jsou ze své podstaty vyjádřeny mnoha zpětnými vazbami změny klimatu kvůli jejich teplotním závislostem; včetně silné stabilizační zpětné vazby Planckovy odezvy.

#### Setrvačnost oceánu
Globální oceán je největším tepelným rezervoárem Země, který reguluje klima planety; působí jako propad i zdroj energie. Tepelná setrvačnost oceánů oddaluje globální oteplování o desetiletí nebo staletí. Zohledňuje se v globálních klimatických modelech a byla potvrzena měřením obsahu tepla v oceánech. Pozorovaná přechodná klimatická citlivost je úměrná časové škále tepelné setrvačnosti mělčího oceánu.

#### Setrvačnost ledového příkrovu
I po snížení emisí CO2 bude tání ledových příkrovů přetrvávat a po staletí dále zvyšovat vzestup hladiny moří. Pomalejší přenos tepla do extrémně hlubokého oceánu, podpovrchových pevninských sedimentů a tlustých ledových příkrovů bude pokračovat, dokud nebude dosaženo nové rovnováhy v zemském systému.
Permafrostu také trvá déle, než zareaguje na oteplování planety, a to kvůli tepelné setrvačnosti, kvůli materiálům bohatým na led a tloušťce permafrostu.

Impulsní odezva po vpuštění 100 GtC CO_{2} do zemské atmosféry. Relativní setrvačný účinek pozitivní a negativní zpětné vazby během prvních let je naznačen podílem impulsu, který nakonec zůstane

### Setrvačnost zpětných vazeb uhlíkového cyklu
Zpětná vazba uhlíkového cyklu Země zahrnuje destabilizující pozitivní zpětnou vazbu (identifikovanou jako zpětná vazba klima-uhlík), která prodlužuje oteplování o staletí, a stabilizující negativní zpětnou vazbu (identifikovanou jako zpětná vazba koncentrace-uhlík), která omezuje konečnou reakci oteplování na emise fosilního uhlíku. Krátkodobý účinek po emisích je asymetrický, přičemž druhý mechanismus je asi čtyřikrát větší a vede k významnému čistému zpomalení setrvačnosti klimatického systému během prvních několika desetiletí po emisích.

### Ekologická setrvačnost
V závislosti na ekosystému by se účinky změny klimatu mohly projevit rychle, zatímco jiným trvá déle, než zareagují. Například k bělení korálů může dojít během jediného teplého období, zatímco stromy mohou být schopny přežít po desetiletí v měnícím se klimatu, ale nemohou se regenerovat. Změny v četnosti extrémních povětrnostních jevů by v důsledku toho mohly narušit ekosystémy v závislosti na individuální době odezvy druhů.

## Politické důsledky setrvačnosti
IPCC dospěl k závěru, že setrvačnost a nejistota klimatického systému, ekosystémů a socioekonomických systémů znamená, že je třeba zvážit bezpečnostní rezervy – tedy stanovení strategií, cílů a časových plánů pro zamezení nebezpečných zásahů v důsledku změny klimatu. IPCC dále ve své zprávě z roku 2001 dospěl k závěru, že stabilizace atmosférických emisí CO2, teploty nebo hladiny moří ovlivňují:
- Setrvačnost klimatického systému, která způsobí, že změna klimatu bude pokračovat po určitou dobu po provedení zmírňujících opatření.[8][28]
- Nejistoty ohledně možných prahů nevratných změn a chování systému v jejich blízkosti.
- Časové prodlevy mezi přijetím mitigačních opatření a jejich dosažením.

### Související stránky
- Energetický účet Země
- Planetární meze
- Teorie systémů